# 小行星170306
小行星170306（170306 Augustzátka）是一颗绕太阳运转的小行星，为主小行星带小行星。该小行星于2003年9月20日发现。
該小行星以捷克的奧古斯特·扎特卡（August Zátka）命名。

## 轨道参数
小行星170306的轨道半长轴为362 709 972 km，2.4245319 UA，离心率为0.141。